# 上シレジア攻勢
上シレジア攻勢（かみシレジアこうせい、ドイツ語: Oberschlesische Operation ロシア語: Верхне-Силезская наступательная операция）は、1945年3月15日から3月31日にかけて、ナチス・ドイツ占領下のポーランド南部のチェコスロバキアに接するオーバーシュレージエン（上シレジア）へ向けて行われたソビエト赤軍による攻勢である。
以下よりドイツ語の地名を使用し、（）の中に現在の地名を併記する。

## 概要
ソビエト赤軍によるオーバーシュレージエン（波 : グルヌィ・シロンスク）への攻勢は、1945年の東部戦線において戦略的に重要な作戦であった。この攻勢は、オーバーシュレージエンにある膨大な産業物資と天然資源を獲得することを目的とし、イワン・コーネフ元帥率いる第1ウクライナ戦線の部隊がその作戦を担った。ドイツ軍にとって、この地域は重要拠点であったため、防衛を担った中央軍集団にはかなりの兵力が提供された。この地域における戦闘は、1月中旬から1945年5月8日までのヨーロッパでの戦争が終わるまで続いた。

## 攻勢前の状況

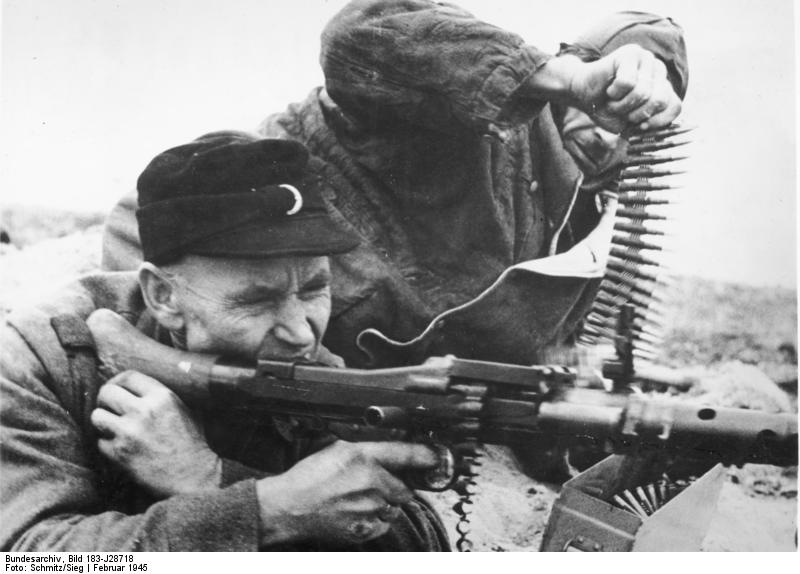
MG34機関銃を装備するシュレージエンの国民突撃隊（1945年2月）

1944年のバグラチオン作戦の終了後、赤軍の戦線はバルト海沿岸のリガからワルシャワを経てヴィスワ川、カルパティア山脈に至るポーランドのほぼ中央に及んでいた。しかし、1944年末の時点で、開戦前のドイツ領のほとんどは、まだ第三帝国の支配下にあり、1945年1月12日、赤軍はヴィスワ・オーデルと西カルパティアへの更なる攻勢を開始した。（ヴィスワ＝オーデル攻勢）
シュレージエン（シレジア）の前線は、1月の攻勢の後に確立されており、その間、コーネフの軍はフリードリヒ・シュルツ（en）歩兵大将麾下のドイツ第17軍を、カトヴィッツ周辺のオーバーシュレージエンの工業地帯から掃討していた。2月に行われたニーダーシュレージエン（下シレジア）への攻勢作戦では、コーネフ軍の北翼がさらに前進し、ナイセ川まで迫っていた。しかし、南と東部のズデーテン山地周辺には、第17軍がまだ戦線を維持しており、赤軍のベルリン進攻に対する脅威となっていた。

### 氈鹿作戦（Operation Gemse）: ラウバンとストリエガウにおけるドイツ軍の反攻

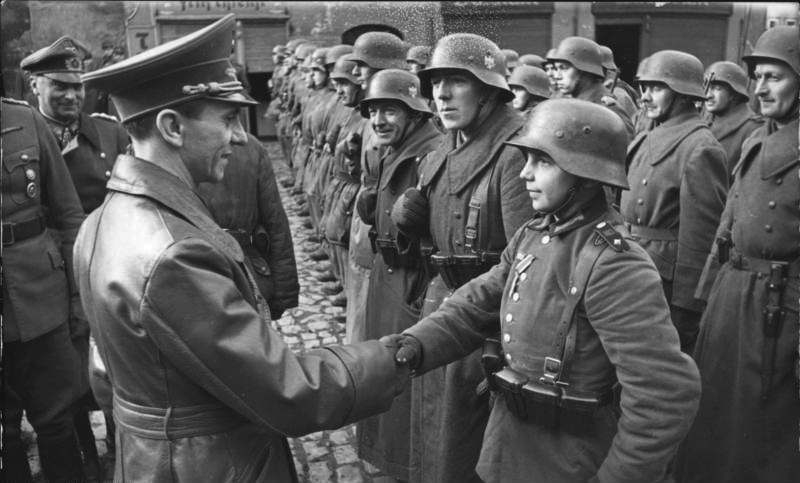
ゲッベルスから二級鉄十字章を授与されるラウバンの防衛に加わった16歳のヒトラーユーゲント隊員ヴィリー・ヒューブナー（Willi Hübner）

中央軍集団司令官フェルディナント・シェルナー元帥は、パーヴェル・ルイバルコ装甲戦車兵元帥麾下の第3親衛戦車軍（ru）の先鋒部隊に対する反撃のため、2月中に第17軍への増援を開始した。第56装甲軍団（de）と第39装甲軍団（de）はヴァルター・ネーリング装甲兵大将の指揮下に置かれ、3月1日より、北部の第17装甲師団（de）と総統擲弾兵師団（en）、南部の第8装甲師団（de）の両方面からの攻撃を開始した。
第3親衛戦車軍は不意を突かれたが、3月3日までドイツ軍はナウムブルク（ノボグロジェツ）方面からの赤軍の反撃に脅かされており、ネーリング大将は、小規模な包囲作戦を行った。ルイバルコの展開していた赤軍部隊は壊滅を避けるためにラウバン（ルバン）から撤退し、町はドイツ軍の第6国民擲弾兵師団（de）により奪還された。3月4日までに多数の赤軍部隊は脱出したが、4日後には、包囲されていた部隊は壊滅した（シュレージエンでの戦闘は「無慈悲」と評されており、ドイツ軍は捕虜を取らなかった）。局地的な勝利にもかかわらず、ラウバンの町の奪還はドイツ側のプロパガンダでは大戦果と報され、3月9日には国民啓蒙・宣伝相のヨーゼフ・ゲッベルスがラウバンの町を訪れ、激励の演説を行った。
シェルナーは南東のストリエガウ（ストシェゴム）への更なる攻撃を進め、3月9日に開始した。二重包囲を行うには十分な兵力ではなかったが、ドイツ軍は3月11日から12日の夜間に赤軍の戦線に侵入し、第5親衛軍（ru）の一部撃退に成功した。シェルナーは赤軍に包囲されたブレスラウの町を奪還するために、ネーリングの部隊をラウバンから鉄道で北上させ、より本格的な北部への攻勢を組織し始めたが、コーネフはシュレージエンでの主導権を取り戻すために断固たる行動に出た。コーネフは第4戦車軍を戦線の北側からグロットカウ（グロトクフ）付近に再配置させ、オーバーシュレージエンへの大規模な攻勢の先陣を切って敵左翼を無力化し、ラティボウ（ラチブシュ）周辺の占領に成功した。

## 赤軍による攻勢
コーネフは3月15日に大規模な攻勢を開始した。第4戦車軍はオッペルン（オポーレ）の西部でドイツ軍の戦線を突破し、そのまま南下してノイシュタット（プルドニク）を目指した。第4戦車軍の攻撃は、ナイセ（ニサ）の占領を目標に展開された。オッペルンの南東では、第59軍と第60軍が進撃し、第59軍は西へ移動して第4戦車軍と合流した。ドイツ第11軍団（de）はオッペルン付近の戦線を保持していたが、包囲の危機に晒されていた。
南部では、第38軍がモラヴィア高地を背にして防衛しているゴットハルト・ハインリツィ上級大将麾下の第59軍団（en）を攻撃した。ハインリツィ上級大将は、3月10日に小規模な撤退を命じており、被害を最小限に抑えることに成功し、第59軍団の戦線は堅固なものとなっていた。

### オッペルンでの包囲戦

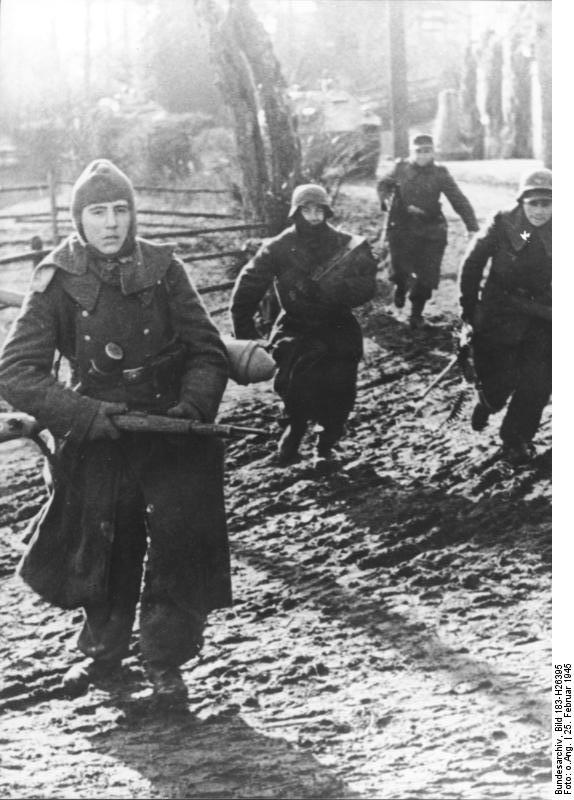
クンツェンドルフ（en）において行動するドイツ軍歩兵部隊（1945年2月25日）

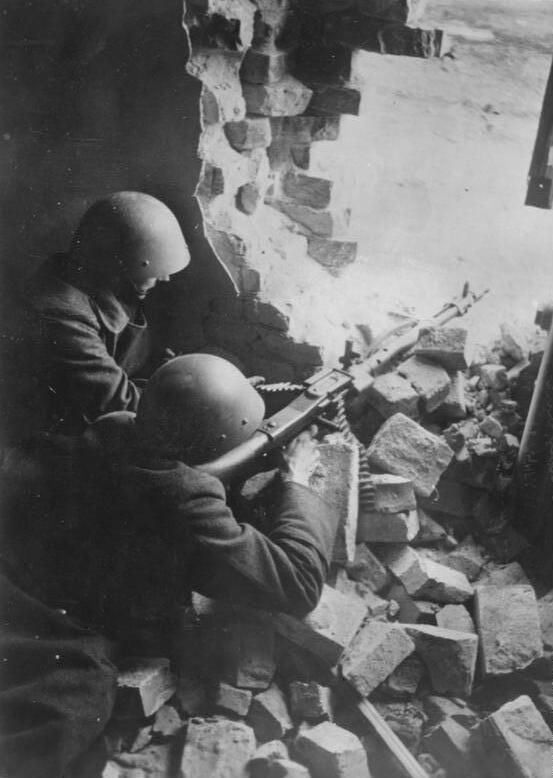
MG34機関銃の車載型であるMG34T（Panzerlauf）を装備し、チェコスロヴァキア軍のヘルメットを用いる国民突撃隊の兵士（1945年4月）

オッペルン付近に配置されていた第51装甲軍団も撤退を開始したが、武装親衛隊の第20SS武装擲弾兵師団と第168歩兵師団（de）は、ノイシュタット付近で第4戦車軍と第59軍の攻撃によって壊滅に瀕した。22日までに赤軍第59軍と第21軍の両部隊は、オッペルンの包囲網「魔女の大釜」（ドイツ語：ケッセル）の突破に成功する。赤軍に包囲されていたドイツ軍のうち15,000人は戦死、15,000人が捕虜となった。
コーネフは3月24日にさらなる攻撃を開始し、ラティボウとカトシェール（キエトシュ）を奪取し、3月31日に攻勢の完了を宣言した。

## 作戦の結果
赤軍によるオーバーシュレージエンへの攻勢は、ベルリンへの進撃に備えた、コーネフの担当する左翼方面の戦線の確保に成功し、ドイツ軍中央軍集団による脅威を取り除いた。しかし、シュレージエンの戦線は、シェルナーの部隊が完全に降伏するまでは、ほとんど膠着状態にあったという。

## 両軍の戦力

### 赤軍
- 第1ウクライナ戦線（Пéрвый Укрáинский фронт）
司令官 : イワン・コーネフ元帥
  - 第3親衛戦車軍（3-я гвардейская танковая армия）
司令官 : パーヴェル・ルイバルコ准将
  - 第4戦車軍（4-я танковая армия）
司令官 : ドミトリー・レルユシェンコ（en）大将
  - 第21軍（21-я армия）
司令官 : ドミトリー・グセフ大将
  - 第60軍（60-я армия）
司令官 : パーヴェル・クロチキン大将
  - 第59軍（59-я армия）
司令官 : イワン・コロフニコフ少将
- 第4ウクライナ戦線北翼（4-й Украинский фронт）
司令官 : イワン・ペトロフ上級大将
  - 第38軍（38-я армия）
司令官 : キリル・モスカレンコ大将

### ドイツ軍
（1944年12月31日現在）部隊は状況に応じて軍団間を移動する傾向があった。
- A軍集団（Heeresgruppe A）
司令官 : ヨーゼフ・ハルペ上級大将
- 中央軍集団（Heeresgruppe Mitte）
1945年1月25日より。後にシェルナー軍集団（Heeresgruppe Schörner）に改称。
司令官 : フェルディナント・シェルナー元帥
  -  第9軍（9. Armee）
司令官 : ハインリヒ・フォン・リュットヴィッツ（de）装甲兵大将
    - 第56装甲軍団（LVI. Panzerkorps）/『シュレージェン』軍団集団（Korpsgruppe Schlesien）
司令官 : ルドルフコッホ（de）騎兵大将
      -  第17歩兵師団（17. Infanterie-Division）
      - 第214歩兵師団（214. Infanterie-Division）

    - 第8軍団（VIII. Armeekorps）
司令官 : ヴァルター・ハルトマン（de）砲兵大将
      - 第251歩兵師団（251. Infanterie-Division）
      -  第6国民擲弾兵師団（6. Volksgrenadier-Division）

  - 第4装甲軍（4.Panzerarmee）
司令官 : フリッツ＝フーベルト・グレーザー（de）装甲兵大将
    - 第48装甲軍団（XXXXVIII. Panzerkorps）
司令官 : マクシミリアン・フォン・エーデルスハイム装甲兵大将
      -  第68歩兵師団（68. Infanterie-Division）
      - 第168歩兵師団（168. Infanterie-Division）
      - 第304歩兵師団（304. Infanterie-Division）

  - 第17軍（17. Armee）
司令官 : フリードリヒ・シュルツ（de）歩兵大将
    - 第59軍団（LIX. Armeekorps）
司令官 : エドガー・レーリヒト（de）歩兵大将。後にゲオルク・リッター・フォン・ヘングル（de）山岳兵大将
      -  第359歩兵師団（359. Infanterie-Division）
      -  第371歩兵師団（371. Infanterie-Division）
      - 第544国民擲弾兵師団（544. Volksgrenadier-Division）

    - 第11SS装甲軍団（XI. SS-Panzerkorps）
司令官 : マティアス・クラインハイスターカンプ親衛隊大将
      -  第78国民突撃師団（78. Volks-Sturm Division）
      -  第320国民擲弾兵師団（320. Volksgrenadier-Division）
      - 第545国民擲弾兵師団（545. Volksgrenadier-Division）

  -  第1装甲軍（1.Panzerarmee）
司令官 : ゴットハルト・ハインリツィ上級大将、3月19日よりヴァルター・ネーリング装甲兵大将
    -  第11軍団（XI. Armeekorps）
司令官 : ホルスト・フォン・メレンティン（de）砲兵大将、3月19日よりルドルフ・フォン・ビュノー歩兵大将
      -  第75歩兵師団（75. Infanterie-Division）
      -  第253歩兵師団（253. Infanterie-Division）
      -  第100猟兵師団（100. Jäger-Division）

    - 第49山岳軍団（XXXXIX. Gebirgs-Korps）
司令官 : カール・フォン・ル・スイレ（de）
      -  第254歩兵師団（254. Infanterie-Division）
      -  第97猟兵師団（97. Jäger-Division）
      - 第101猟兵師団（101. Jäger-Division）
      -  第1スキー猟兵師団（de）

  - 第1ハンガリー軍（1. magyar hadsereg）
司令官 : ミクロッツ准将[9]
    -  第17軍団（XVII. Armeekorps）
司令官 : ヴィルヘルム・ファームバッハー（de）
      - 第3山岳猟兵師団（3. Gebirgs-Division）
      -  第4山岳猟兵師団（4. Gebirgs-Division）
- その他参加部隊
  - 第8（de）・第16（de）・第17（de）・第19（de）・第20（de）装甲師団
これらは軍団間を往来していた。
  - 総統護衛旅団（Führerbegleitbrigade）[10]
  -  第18SS義勇装甲擲弾兵師団『ホルスト・ヴェッセル』（18. SS-Freiwilligen-Panzergrenadier-Division „Horst Wessel“）
  -  第20SS武装擲弾兵師団（エストニア第1）（20. Waffen-Grenadier-Division der SS (estnische Nr. 1)）
  -  第1降下装甲師団『ヘルマン・ゲーリング』（Fallschirm-Panzer-Division 1. Hermann Göring）[11]
  - 第4航空艦隊（Luftflotte 4）による航空支援